# Fülöp József (katona)
Fülöp József (angolul: Joseph Fülöp) (19. század) amerikai szabadságharcos.

## Élete
1851. június 31-én a Prick József vezetése alatt álló 112 főből álló emigráns csoporttal került New Yorkba, innen Chicagóba. Itt dolgozott gyári munkásként az amerikai polgárháború kitöréséig. Az egyik chicagói önkéntes ezredbe lépett be, amelyben altisztként harcolt. A déliek kapitulációja után visszatért Chicagóba, az 1900-as években még élt.